# ديزي تاهان
ديزي تاهان (بالإنجليزية: Daisy Tahan)‏ هي ممثلة أمريكية، ولدت في 1 مارس 2001 في الولايات المتحدة.

## أعمال

### أفلام
- (2008) سينكدوكي
- (2010) 13
- (2010) صغار عائلة فوكرز[3][4]
- (2014) العام الاكثر عنفا[5]
- (2016) الرجال اللطفاء[6][7]

## وصلات خارجية
- ديزي تاهان على موقع IMDb (الإنجليزية)
- ديزي تاهان على موقع ألو سيني (الفرنسية)
- ديزي تاهان على موقع أول موفي (الإنجليزية)
- ديزي تاهان على موقع قاعدة بيانات الأفلام السويدية (السويدية)
- ديزي تاهان على موقع قاعدة بيانات الفيلم (الإنجليزية)
- ديزي تاهان على موقع كينوبويسك (الروسية)